# Краљице вриска (1. сезона)
Прва сезона хумористичке-хорор телевизијске серије Краљице вриска (енгл. Scream Queens) емитовала се на Fox у Сједињеним Америчким Државама. Премијера је била 22. септембра 2015. године и завршила се 8. децембра 2015. године. Сезона броји 13 епизода.
Прва сезона се одвија у фиктивном универзитету Волес. Један од сестринстава, Капа капа тау, постаје мучен од стране серијског убице, који користи универзитетску маскоту црвеног ђавола као маску.

## Епизоде
| Бр. еп. (укупно) | Бр. еп. (у сезони) | Наслов             | Редитељ       | Сценариста                              | Премијера           | Прод. код | Гледаност у US (милиони) |
| ---------------- | ------------------ | ------------------ | ------------- | --------------------------------------- | ------------------- | --------- | ------------------------ |
| 1                | 1                  | Пилот епизода      | Рајан Мерфи   | Рајан Мерфи & Бред Фелчак & Ијан Бренан | 22. септембар 2015. | 1AYD01    | 4,04                     |
| 2                | 2                  | Паклена недеља     | Бред Фелчак   | Рајан Мерфи & Бред Фелчак & Ијан Бренан | 22. септембар 2015. | 1AYD02    | 4,04                     |
| 3                | 3                  | Моторна тестера    | Ијан Бренан   | Ијан Бренан                             | 29. септембар 2015. | 1AYD03    | 3,46                     |
| 4                | 4                  | Уклета кућа        | Бредли Бјукер | Бред Фелчак                             | 6. октобар 2015.    | 1AYD04    | 2,97                     |
| 5                | 5                  | Поље бундева       | Бред Фелчак   | Бред Фелчак                             | 13. октобар 2015.   | 1AYD05    | 2,39                     |
| 6                | 6                  | Седам минута пакла | Мајкл Апендал | Рајан Мерфи                             | 20. октобар 2015.   | 1AYD06    | 2,59                     |
| 7                | 7                  | Чувај се девојака  | Барбара Браун | Рајан Мерфи                             | 3. новембар 2015.   | 1AYD07    | 2,44                     |
| 8                | 8                  | Најдража мама      | Мајкл Апендал | Ијан Бренан                             | 10. новембар 2015.  | 1AYD08    | 2,51                     |
| 9                | 9                  | Приче о духовима   | Мајкл Апендал | Рајан Мерфи                             | 17. новембар 2015.  | 1AYD09    | 2,37                     |
| 10               | 10                 | Дан захвалности    | Мајкл Леман   | Бред Фелчак                             | 24. новембар 2015.  | 1AYD10    | 1,98                     |
| 11               | 11                 | Црни петак         | Барбара Браун | Ијан Бренан                             | 1. децембар 2015.   | 1AYD11    | 2,40                     |
| 12               | 12                 | Доркас             | Бредли Бјукер | Рајан Мерфи & Бред Фелчак & Ијан Бренан | 8. децембар 2015.   | 1AYD12    | 2,53                     |
| 13               | 13                 | Последња девојка   | Бред Фелчак   | Рајан Мерфи & Бред Фелчак & Ијан Бренан | 8. децембар 2015.   | 1AYD13    | 2,53                     |